# آغازی نوین

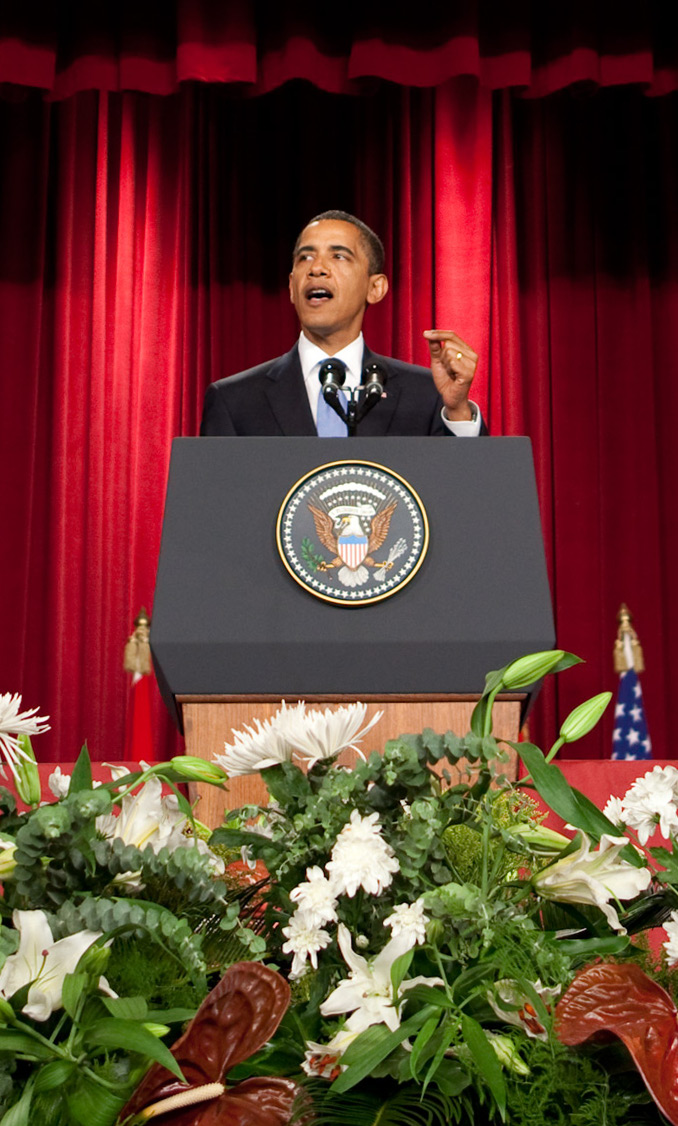
باراک اوباما، رئیس‌جمهور ایالات متحده، در حال سخنرانی در دانشگاه قاهره در ۴ ژوئن ۲۰۰۹.

«آغازی نوین» (به انگلیسی: A New Beginning) نام خطابه‌ای‌است که توسط باراک اوباما، رئیس‌جمهور ایالات متحده، در تالار بزرگ دانشگاه قاهره، ۴ ژوئن ۲۰۰۹ در قاهرهٔ مصر ایراد شد. دانشگاه الازهر نیز در میزبانی از رئیس‌جمهور ایالات متحده سهیم بود. اوباما با این سخنرانی به وعده‌ای که در طی مبارزات انتخاباتی‌اش داده بود مبنی بر اینکه در ماه‌های ابتدایی ریاست جمهوریش خطابه‌ای مهم برای مسلمانان جهان از یکی از پایتخت‌های کشورهای اسلامی ایراد کند جامهٔ عمل پوشاند.
رابرت گیبس، سخنگوی مطبوعاتی کاخ سفید اشاره کرد که مصر به عنوان محل سخنرانی انتخاب شده بود زیرا «کشوری‌است که از بسیاری از جهات قلب جهان عرب محسوب می‌شود.» مصر به عنوان بازیگری کلیدی در فرایند صلح خاورمیانه در نظر گرفته می‌شود و کمک‌های اقتصادی و نظامی قابل توجهی را از جانب ایالات متحده دریافت می‌کند. بنا بر گزارش راس کالوین، خبرنگار رویترز، ایراد این سخنرانی تلاشی‌است برای بهبود روابط ایالات متحده با جهان اسلام که در زمان زمام‌داری جورج بوش «به شدت آسیب دیده بود».

## سخنرانی
باراک اوباما در این سخنرانی خواستار بهبود روابط و درک متقابل جهان اسلام و غرب از یکدیگر شد و اظهار کرد که هر دو طرف باید اقدامات مؤثرتری برای مقابله با افراط‌گرایی خشن صورت دهند. با این وجود، این درخواست اوباما برای صلح بین اسرائیل و فلسطینیان بود که در کانون توجهات قرار گرفت. اوباما با «خلل ناپذیر» خواندن مناسبات اسرائیل و ایالات متحده، مجدداً بر روی اتحاد این دو کشور تأکید کرد، و در عین حال آوارگی فلسطینیان را «غیرقابل تحمل» خواند و آرمان‌های آنان برای داشتن سرزمین و عزت را درست به همان اندازه مشروع دانست که تمایل اسرائیل برای داشتن سرزمینی از برای خود.
سخنرانی اوباما از هفت بخش تشکیل می‌شد: افراط‌گرایی خشن، نزاع اسرائیل با فلسطین، تسلیحات هسته‌ای (با اشاره به ایران)، دموکراسی، آزادی دین، حقوق زنان، و توسعهٔ اقتصادی.
اوباما سخنرانی‌اش را با تلاش برای یافتن زمینه‌هایی مشترک بین جهان اسلام و ایالات متحده آغاز کرد. او از قرآن نقل کرد که «به یاد خدا باش و همواره راست بگوی». اوباما با اشاره به بنیانگذاری جبر و مقابله، اختراع قطب‌نما، ابزارهای دریانوردی، و خودنویس توسط مسلمانان و تأثیرگذاری معماری اسلامی از خدمات جهان اسلام به تمدن غرب یاد کرد. سپس از تجارب شخصی خودش از اسلام سخن به میان آورد؛ از مسلمان بودن بعضی از اعضای خانواده‌اش، از بزرگ شدنش در اندونزی، کشوری با اکثریت جمعیت مسلمان، از شنیدن آوای اذان، و از زندگی در محله‌های شیکاگو، جایی که «بسیاری شرافت و صلح را در آیین اسلام یافته‌اند». او همچنین به برخی از پیوندهای ایالات متحده با اسلام اشاره کرد؛ از جمله نام بردن از مراکش به عنوان اولین کشوری که ایالات متحده را به رسمیت شناخت، ورزشکاران مسلمان آمریکایی (مانند محمدعلی کلی و کریم عبدالجبار)، رهبران حقوق بشر (مانند مالکوم ایکس)، برندگان جایزهٔ نوبل (احمد زویل)، مهندس معمار بنگلادشی-آمریکایی (فضلور خان، طراح برج سیرز)، انتخاب کیث الیسون به عنوان اولین نمایندهٔ مسلمان کنگرهٔ ایالت متحده، و وجود داشتن بیش از ۱٬۲۰۰ مسجد در ایالات متحده.
اوباما دربارهٔ جنگ عراق گفت: «با آنکه معتقدم نهایتاً مردم عراق بدون ستم صدام حسین وضع بهتری دارند، در عین حال، بر این باور هستم که رویدادهای عراق به آمریکا یادآور شد که فائق آمدن بر مشکلات، توسل به دیپلماسی و اجماع جهانی را ضروری می‌کند.» او همچنین نسبت به «خروج نیروهای جنگی از شهرهای عراق تا ماه ژوئیه و خروج همه نیروهایمان از آن کشور تا سال ۲۰۱۲» متعهد شد.
در بخش «تسلیحات هسته‌ای» سخنرانی، اوباما گفت «در اواسط جنگ سرد، آمریکا در برکناری دولت ایران که از ره دموکراتیک انتخاب شده بود، نقش داشت.» این اولین بار بود که یکی از رؤسای جمهور ایالات متحده به دخالت دولت آمریکا در کودتای ۲۸ مرداد اقرار می‌کرد. البته پیشتر مادلین آلبرایت، وزیر وقت امور خارجهٔ ایالات متحده طی یک سخنرانی در سال ۲۰۰۰ به این امر اذعان کرده بود.
دربارهٔ دموکراسی، اوباما گفت که اگرچه «آمریکا این توهم را ندارد که می‌داند چه چیزی برای دیگران خوب است»، «اما من اعتقادی راسخ دارم که مردم خواسته‌های مشخصی دارند: امکان بیان نظر خود و سهیم بودن در چگونگی ادارهٔ کشور خود، اطمینان به حکم قانون و اجرای عدالت، دولتی شفاف که از اموال ملت دزدی نمی‌کند، و آزادی در انتخاب نوع زندگی خود.» او این آزادی‌ها را «حقوق بشر» نامید.
در مورد توسعهٔ اقتصادی، اوباما از چندین صندوق جدید، برنامه‌های بورس تحصیلی و مشارکت در جهت حمایت از آموزش، توسعهٔ فنی و ارتقای بهداشت در کشورهایی با اکثریت جمعیت مسلمان سخن گفت.